# 7982 Timmartin
7982 Timmartin este o planetă minoră (asteroid), cu un diametru de 3,027 km, din centura de asteroizi. A fost descoperită pe 25 iunie 1979 la Observatorul Siding Spring de Eleanor F. Helin. 
Obiectul prezintă o orbită caracterizată de o semiaxă mare de 2,2802463 UAi, o excentricitate de 0,1, o înclinație de 2,46219 ° în raport cu ecliptica.